# Людиновская волость
Люди́новская волость — административно-территориальная единица в составе Жиздринского (с 1922 — Бежицкого) уезда.
Административный центр — село (ныне город) Людиново.
Волость образована в ходе реформы 1861 года; лежала непосредственно у границы с Брянским уездом. Выделялась среди волостей уезда высоким уровнем развития фабрично-заводского производства, одновременно являясь наименьшей по количеству пахотной земли (всего 867 га).
В 1880 году в состав волости входили 9 селений, в которых проживало 8580 человек, в 1896 году — 10 селений с 10 507 жителями и в 1913 — 11 селений с 12 513 жителями, а именно села Людиново и Сукремль, деревня Романовка, хутора Агеевский, Вайковский, Выдровский, Крапивенский, Петро-Павловский, Роговский, Утриловский и Ясеновский.
В 1920 году вместе со всем Жиздринским уездом Людиновская волость вошла в состав Брянской губернии, а 9 мая 1922 года была передана в Бежицкий уезд той же губернии.
В ходе укрупнения волостей, в мае 1924 года Людиновская волость была расформирована, а её территория присоединена к Дятьковской волости.
Ныне вся территория бывшей Людиновской волости входит в Людиновский район Калужской области.